# Stalybridge Celtic F.C.
Stalybridge Celtic FC là một câu lạc bộ bóng đá có trụ sở tại Stalybridge, Đại Manchester. Anh. Đội bóng hiện thi đấu tại Northern Premier League Division One West và có sân nhà ở Bower Fold.

## Danh hiệu
- Challenge Shield – 1955, 1978
- Cheshire County League – 1980
- Cheshire County League Cup – 1922
- Cheshire Senior Cup – 1953, 2001
- Edward Case Cup – 1978
- Intermediate Cup – 1958, 1969
- Lancashire Combination Division Two – 1912
- Lancashire Floodlit Cup – 1989
- Manchester Senior Cup – 1923
- North West Counties League – 1984, 1987
- North West Counties Super Cup – 1984
- Northern Premier League – 1991–92, 2000–01
- Northern Premier League Challenge Cup – 1999
- Northern Premier League President's Cup – 2001, 2003
- Peter Swales Shield – 1992